# センゴク外伝 桶狭間戦記
『センゴク外伝 桶狭間戦記』（センゴクがいでん おけはざませんき）は、宮下英樹による漫画。同作者による漫画『センゴク』の外伝作品。『別冊ヤングマガジン』・『月刊ヤングマガジン』および『週刊ヤングマガジン』で連載された。

## 概要
『センゴク』の外伝作品。本編の方は稲葉山城の戦いの決着から始まるのに対し、本作品はそれ以前に起きた桶狭間の戦いを中心に描かれる。そのため織田信長など本編の人物も若き姿で登場する。
サブタイトルに桶狭間の戦いこそ冠しているものの、今川義元が今川家を継ぐところから始まっており、ともに若き今川義元と織田信長を軸に物語が進行していく。戦国時代を「小氷河期による米不足が招いたもの」と定義し、戦国大名の強さを「より多くの米を得る者」としてその最強たる義元を描く一方で、銭という全く異なる価値観を提示し、「最も多くの銭を得る才を持つ者」として信長を対置する構成をとる。
「義元編」「信長編」「下克上編」までは『別冊ヤングマガジン（現在の月刊ヤングマガジン）』で連載されていたが、第四部からは本編を休載し『週刊ヤングマガジン』で連載される。

## 登場人物
※担当声優は『戦国大戦』でのキャスト。

### 今川家
駿河国大名。「今川仮名目録」によって治められ、義元が幕府からの独立宣言となる「仮名目録追加21条」を定めることで他国に抜きん出て真の「戦国大名」となる。
今川義元（いまがわ よしもと）
声 - 岡野浩介
本作品の主人公の一人。幼名は方菊丸、一時出家して梅岳承芳と名乗る。元服後の通称は五郎、後に治部大輔を称する。雪斎には「坊（ボン）」と呼ばれる。正妻の子ながら五男という立場のため、出生前から生涯を僧侶として過ごす事を約束されており、その母の誓いから「唐鏡の申し子」と称される。兄の氏輝や彦五郎らに比べ、武人らしからぬ柔和な風貌から「優男」と呼ばれていた。
天真爛漫な性格で、首塚で悪戯を仕掛けるなど奔放な生活を送っていた。一方で幼少から人心掌握や政略の感性に天賦の才を持ち、これを見抜いた雪斎から僧侶としてではなく大名としての養育を受ける事となる。家督相続後も鎧を嫌って跳ね回ったり、木の枝から逆さにぶらさがるなど童のような行動が抜けず、雪斎から窘められる事も多かった。だが次第に雪斎や宿敵たる織田信秀を唸らせる政務・軍略の才覚を見せる。
弟分として寵愛していた松平広忠を半ば見殺しにする計略を契機に、それ以前の明るさを保ちつつも人間として大きく変貌を遂げ、雪斎から「氏親以上の明君」「戦国武将として完璧な才」と賞賛される名君へと成長する。今川仮名目録追加と寄親寄子制、そして自身の圧倒的な武威によって豊かな領国に流入した流民（難民）を巧みに差配し、膨大な人口を統制された大軍勢として完璧に組織する事で、名実共に天下第一の人物となった。
物語終盤、膨大化した人口を養うべく更に別の領民の地へ進出する、一種の膨張主義を小氷河期に民を養う術と考え、尾張侵攻を開始する。信長とぶつかる戦に歴史の必然である宿命を感じながらも、大軍を過信する事無く諸将を掌握しながら確実に尾張占領へ手を進めていき、また信長の奇策も看破して窮地へ追い込んでいく。しかし最後には全てを乗り越えた信長自身による桶狭間の奇襲に遭い、これを待ち望んだ遊び相手たる宿敵の到来と喜んで自ら太刀を抜き戦陣に飛び込むも、時代に選ばれなかった自らの運命を受け入れて、討死する。
外見のモデルは、ジェイソン・ケイ。『戦国大戦』ではSS今川義元としてカード化されていたが、1.10に入ると排出停止となった。
後に本編でも、『桶狭間戦記』では描かれなかった「善徳寺の会盟」の詳細を描く場面で、雪斎とともに登場する。
太原雪斎（たいげん せっさい）
声 - 浜田賢二
かつての名は九英承菊、義元に仕えてからは崇孚と名乗る。今川重臣庵原左衛門の子。戦国時代最高の軍師。義元には「お師匠」と呼ばれる。
京都建仁寺に入り、仏道修行に明け暮れていた文武両道の僧侶。ひたすら生真面目に仏道の理想を追求していたが、寺と世の中の醜さを痛感し道を見失う。その後は反動で破戒僧として堕落してしまい、半ば京都を追われる形で故郷の駿河へ舞い戻る。帰郷後は父の主君である今川氏親と会談して、乱世を生きる大名達に強い興味を抱かされる。また五男・方菊丸（義元）の教育役となり、幼い少年に大名としての才覚の片鱗を見て、義元を僧侶としてでなく「戦国大名」として育てる事に後半生を費やす決意を固める。
京都の修行を経て、今川氏輝・今川彦五郎の相次ぐ「怪死」による家督争い（花倉の乱）が起きると、義元の後見として家督相続に奔走する。以後も義元の軍師としてその成長を見守り、また重臣の一人として緒戦闘に加わり、破竹の勢いだった織田信秀を小豆坂の戦いで破るなどの功績を残す。齢六十を前に自らの寿命を悟ると、武田・北条よりも強い相手と見定めた織田家との争いに義元を集中させるべく、甲相駿三国同盟と義元・晴信・氏康の「善得寺の会盟」を最後の奉仕として実現する。後事を朝比奈、三浦の両名に託すと自らは隠棲、第二次川中島の戦いの調停に出征する義元との今生の別れの後に、往生を遂げた。
外見のモデルは、渡辺謙。『戦国大戦』ではSS太原雪斎としてカード化されていたが、1.10で排出停止となった。
義元と雪斎は後に本編でも、北条氏康の視点から見た「善徳寺の会盟」において登場する。
今川氏親（いまがわ うじちか）
通称は修理大夫。駿河国主で義元の父。かつて叔父でもある北条早雲の元で薫陶を受け、分国法「今川仮名目録」を制定するなど今川家を復興した明君として讃えられる。非情さの足りない義元の性格を戦国大名としての欠陥と見て、僧侶として平穏な生涯を送ることを望み、僧侶として名高かった雪斎を義元の教育係とする。その際に雪斎との会談で、早雲の「乱世は果てるまで命を燃やす遊び場」との言葉を伝える。後に本編でも、若き日の氏親が早雲を名乗る前の伊勢新九郎からこの言葉を語られる場面が描かれた。
外見のモデルは、上條恒彦。
寿桂尼（じゅけいに）
今川氏親の正妻で、義元の生母。出家前の呼称は大方殿で、名は伝わっていない。義元を生む前に、立派な僧侶となるように唐鏡に手を合わせていた。その逸話から後に義元が「唐鏡の申し子」と称されるようになる。
自らの祈りを成就できず義元を討死させたことを悔やむも、義元の死後8年にわたって今川家を差配し、「唯一の女性戦国大名」と作中で称される。
今川氏輝（いまがわ うじてる）
氏親の嫡男で、義元の同母兄。父の死後、家督を相続する。他国との争いから武将の一人として梅岳承芳を駿河に召還した。父・氏親に似た剛毅な風貌だが、病を患っており始終咳き込んでいる。名君の子としての自尊心が高く、末弟である義元や雪斎の進言を取り入れない。義元の帰郷後、突如として継承第二位である次男・彦五郎と同日に死を遂げる。
今川彦五郎（いまがわ ひこごろう）
氏親の二男で、義元の同母兄。長男・氏輝の側近として兄を補佐する。兄と同日に死亡するという奇妙な最期を遂げる。
玄広恵深（げんこう えたん）
氏親の三男で、義元の異母兄（側室の子）。今川良真とも。義元に比べて豪胆な性格で、家督を放棄した三男の象耳泉奘とは異なり、弟の器量を疑って家督奪取に乗り出す。しかし雪斎の用兵に翻弄され、最後は命乞いをするも義元自身に討ち取られた。
太年尼（たいねんに）
太原雪斎の姉。雪斎の死後、遺品である紫衣を義元に届けた。
飯尾長門守（いのう ながとのかみ）
義元の奏者。義元の側近として仕える文官的存在。自由奔放な義元の行動に振り回され、少々辟易している。
朝比奈泰能（あさひな やすよし）
通称は備中守。今川家の武将。義元の重臣の一人で、恰幅の良い体格をしている。父の代から使える忠臣であり、また小豆坂の戦いで感状を賜るなど実績ある勇将として義元や雪斎からも信頼されている。しかし策略面では実直な思考をしており、奇策を好む義元や雪斎にやや翻弄されがち。
朝比奈泰朝（あさひな やすとも)
通称は備中守。今川家の武将。朝比奈泰能の子で、父と同じく恰幅の良い体格が特徴的。泰能の死後に朝比奈家の家督を相続、雪斎の死後は三浦とともに義元を支える。足利将軍家を軽んじる義元の器量を疑い廃嫡すら目論んでいたが、最終的に義元が将軍家を屈服させる様に心服する。尾張侵攻では大高城の包囲を破るべく、その一角である鷲津砦を攻め落とした。
三浦義就(みうら よしなり)
通称は左衛門尉。今川家の武将。雪斎の死後、泰朝とともに家臣筆頭として義元を支える。
岡部元信（おかべ もとのぶ）
通称は五郎兵衛。以前は真幸の名で登場。今川家の武将。馬鎧風の甲冑を身に纏う異様な出で立ちの武者。小豆坂の戦いで雪斎麾下の将として織田軍を撃破する活躍を見せ、義元から自分や雪斎の戦術を具体的な指示なしに遂行できる人物と信頼されている。桶狭間の戦いでは鳴海城城主として前線拠点の防衛にあたり、信長の奇襲を独自に察知して千秋四郎らを討ち取った。しかし死地を越えた信長の奇襲から主君を守る事はできず、義元討死の方を聞くと直ちに切腹しようとした。兵士達の引止めに「（義元不在の）今川家の行く末など知らぬ」と答えるも、「ならば自分達の寄親としての道がある」と説得され、義元の首を取り戻すまで織田軍と戦いを続けたという。
松井宗信（まつい むねのぶ）
通称は兵部少輔。今川家の武将。戦場では頬当て付きの兜を被っている。尾張侵攻にて義元本隊の先陣部隊を指揮、また沓掛城までは義元の護衛役も務めた。その道中で民を養う為に勝たねばならないと説く義元に、徳のある考えだが受け入れ難いと苦言を述べていた。しかし義元討死の報を聞くと退却を勧める部下たちに義元の大義を告げ、自らも織田軍に切り込んで討死した。
孕石光尚（はらみいし みつひさ）
通称は郷左衛門。今川家の武将。

#### 松平家
後の徳川家。三河の大名。織田に翻弄されながらも、今川家に従属している。
松平元康（まつだいら　もとやす）
松平広忠の嫡男。幼名は竹千代。今川家への従属を決断した父のために今川家の人質となるはずだったが、織田信秀の謀略によって織田家の人質となる。そこで少年時代の信長とも知り合っているが、太原雪斎によって捕らえられた織田信広と交換される形で今川家に取り戻された。後に元服して義元の「元」の偏諱を与えられ元康と改名、その姪である築山殿を娶った事で今川一門の武将「松平次郎三郎元康」と名乗る。祖父・父から続く猛将の資質とその裏返しとしての癇癪を引き継いでいるが、他方で信長に誘拐されたときに幼児にも関わらず「声を出すな」と言われて最後まで沈黙を続けるような忍耐強さも持つ。
尾張侵攻の際には新式の鎧具足を与えられて大高城への兵糧補給を成功させる。桶狭間の戦いの後は、幼少期に雪斎から受けた教えを自ら解釈し、今川家から独立して徳川家康を名乗る。
松平広忠（まつだいら ひろただ）
通称は次郎三郎。三河国主で徳川家康の父。少年時代にいわゆる守山崩れで父・清康を唐竹割りに両断され、家督も叔父の松平信定に奪われて放浪の身となり、隣国の今川家を頼りに身を寄せる。今川家の家臣達からは蔑んだ扱いを受けて失望するが、義元本人から優しく扱われた事に落涙し、主従の関係を結びその支援のもと岡崎城に復帰する。
松平清康（まつだいら きよやす）
松平広忠の父で、徳川家康の祖父。三河岡崎城主。家臣・阿部正豊によって尾張侵略の最中に唐竹割りに両断された。
松平信定（まつだいら のぶさだ）
通称は内膳。桜井松平家当主。松平清康に属していたが、織田信秀の策略に呼応して清康の陣に流言を流し、結果的に清康を死に追いやり岡崎城を奪った。しかし間もなく今川家の援軍を得た松平広忠に岡崎城を攻められて敗北する。
松平忠倫（まつだいら ただとも）
松平一門の武将。織田信秀に賄賂を受け、当主である松平広忠に織田家への寝返りを献策する。それが叶わないと知ると信秀の支援を受けて広忠に謀反を起こした。
戸田康光（とだ やすみつ）
通称は弾正少弼。松平清康の頃から松平家に属し、松平広忠にとっては義父にあたる。同族である戸田氏攻めには広忠に従うが、織田信秀の調略を受け、今川家へ向かうはずの竹千代を織田家に引き渡した。
阿部正豊（あべ まさとよ）
松平清康の家臣。織田信秀の支援を受けた松平信定の流した流言を信じ、主君である清康を殺害する。
本多平八郎（ほんだ へいはちろう）
後の本多忠勝。松平元康の家臣。尾張に侵攻する今川軍の先鋒である松平元康隊に所属し初陣をかざった。

### 織田家
尾張国守護代の称号を持つ大名家。尾張守護である斯波家を傀儡として実権を握るが、織田家内でも守護代家（本家）から複数の分家に実権が移されている。

#### 織田弾正忠家
清洲織田家に仕える清洲三奉行の一つ。守護又代家の家老格という一族の末家ながら津島支配によって膨大な財力を持ち、清洲織田家からも一目置かれている。
織田信長（おだ のぶなが）
本作品の主人公の一人。幼名は吉法師、元服後は三郎、上総介を名乗る。織田信秀の三男。少年時代から青年時代にかけて自らを悪郎（わろ）と名乗る。危うい程の純粋さで父や祖父が目をつけてきた金銭に興味を持ち、嫡子ながら家臣たちも手を焼く問題児として後継者から外されていた。信秀から織田弾正忠家を託された後、兄弟や一族を手にかけて悲壮な覚悟の下に尾張統一を果たす。武士たる家臣団ではなく自らの頭で物事を考える商人衆を信頼し、商家の次男三男を馬廻りとして重用している。
父・信秀は雪斎に対し「米を得るための強さ」ではなく「銭を得るための弱さ」において類稀であるという信長観を語り、義元・雪斎の今川主従に強く注目されていくこととなる。信長自身も仮名目録追加を読み耽るなど義元の諸政策を研究し、強大化していく今川家を恐れている。そして今川家が尾張国に狙いを定めると、政務を投げ出して義元の考えを探り見抜く事に没頭、自他共に認めるように「惚れた相手」を見つけたかの如く四六時中、思案を続けていた。
尾張侵攻が始まると動揺する家臣や国人、商人衆を纏めながら僅かな可能性に賭けて奇襲を試みるも、悉く義元に看破されて追い詰められていく。しかし決死の覚悟で行った桶狭間の奇襲で遂に義元本隊を捕らえ、乱戦の末に義元を討ち取った。戦場から義元の首を持ち帰る際、服部小平太らに「惚れすぎた故にやっちまった」と呟くなど、憎悪と親愛の入り混じった感情を抱いていた事を吐露している。そして首検分で義元の首の前に座り、法度を作り民を養う者（義元）が死に、場当たり的に戦を繰り広げる自分が生き残るのが定めなら、「人間（じんかん）の限り業を尽くすのみ」と決意した。その後、天下統一事業に着手し、短期間で上洛を成し遂げる。
織田信秀（おだ のぶひで）
通称は弾正忠、三河守とも。法名は桃巌。信長の父で尾張守護代家老にあたる家柄である織田弾正忠家を統率する。父・信貞が手に入れた津島支配を背景に尾張で勢力を拡張しながらも、父とは異なり商人からの熱狂的をも取り付ける「器用の仁」。天魔鬼神の如き悪謀の持ち主で、武勇のみならず様々な策謀や計略にも長けており、急速に勢力を拡大させる。信長とは互いに殺そうとすらする奇妙な親子愛がある。
三河領有を巡る謀略合戦では義元の策略に陥って一度は窮地に立つも、「禁手」により竹千代を奪うなど大名としての経験差で勝利を奪い取った。しかし小豆坂の戦いで雪斎に敗戦、加えて期待していた長男・信広が今川軍の捕虜になる失態を犯した事で竹千代も奪い返され、三河領有で最終的な敗北を喫してからは覇気を失い始める。晩年には体調も悪化し、同族の反抗を許すまでになってしまう。しかし、織田信清の反乱を、軍勢の数に劣りながらその人心を掌握して一丸となって当たりこれを鎮めた後、信長に胸襟を開き、父信貞の恐怖の治世を上回るために「仁道を説き義で人を支配」しようとした自らの夢と、それをなし得ず父の撒いた恨みを宥めることに終止した現実を語り、自分の「器用」で義元に優れなかったが故に「日ノ本で最も不器用」な信長を後継と定め、後を託して亡くなった。
織田信貞（おだ のぶさだ）
通称は弾正忠、法名は月巌。信秀の父であり、信長の祖父にあたる。銭に飢えた人物で、富を得るためなら手段を選ばなかった事から大悪漢と恐れられる。商業で栄える津島に侵攻してその富を武力で奪い取り、織田弾正忠家発展の基礎を築いた。尾張の商人衆からは悪鬼の如く憎み恐れられ、最後には怪死したという。信秀は信長に「いつかは自分が殺していたかもしれない」と語り、故に信長は自身よりも信貞に似ていると語っていた。
織田信広（おだ のぶひろ）
通称は三郎五郎。信秀の長男で、信長・信行・秀俊の兄。小豆坂の戦いでの先鋒役を務めるなどの事跡から、本作では庶子ながら当初は家督継承の筆頭であったと解釈されている。単に長男というだけでなく武勇の誉れも高く、父や家臣団からの深い信頼を集めていた。当主代理として人質であった松平竹千代の養育も任されるが、その際に自身に一礼をしなかった竹千代を「凡庸で将器はない」と評価していた（当の竹千代は信長と会った際には一礼している）。
家督相続を前に織田家と今川家の決戦である小豆坂の戦いで先鋒役の大任を務めた。この戦いでは通説とは異なり遭遇戦ではなく奇襲での勝利を狙い、意図的に横槍を試みる様子が描かれている。だが奇襲は遠征軍を率いる太原雪斎に看破されており、逆に伏兵攻撃を受けて動揺した挙句に後方へ逃げ帰ってしまう。この失態から当初の勇名も廃れ、「悪銭」として家督相続から除外された。
その後は三河における織田家の前線拠点である安祥城城主を務めていたが、先の戦いで信広の弱気を見抜いていた義元の計略により安祥城の戦いで捕縛される。信秀は長男救出と引き換えに竹千代を手放す事を余儀なくされ、織田家の三河撤退の原因を作るという更なる失態を犯す。本編では信長の家督相続により弟に仕える身分として登場、伊勢長島包囲戦で信長の計略に激怒した一向宗軍の攻撃を受けて討死する。
織田信行（おだ のぶゆき）
通称は勘十郎。信長の実弟。文武両道にして威儀が正しく、それでいて父譲りの豪胆さも併せ持っている。母・土田御前からは信秀譲りの姿から深い寵愛を受けていた。
自身を利用しようとする叔父達の意図を見抜いた上で敢えて担がれる選択を行うなど、「弟は弟で手綱を取り辛い」と評される。柴田勝家ら重臣団からの信頼も得て稲生の戦いでは兄を上回る軍勢を引き連れて望むも、信長自らが手傷を負いながらの奮戦に敗北を喫してしまう。その後も信安、信広ら一族内の反信長派と連帯して対峙を続けるが、信長が商人衆の支持を取り付けると徐々に押されていく。そして遂に叔父・信安の失脚、勝家の寝返りによって失脚に追い込まれる。兄を勝利に導いた「銭」の力を自問しながら、土田御前の眼前で信長に刺殺される。
自らの死は覚悟していたと信長に伝えるが、互いの母の眼前であった事は「余りにも」と呻いた。
織田秀俊（おだ ひでとし）
通称は安房守。信秀の子で信長の兄弟に当たる。小豆坂の戦いで敗戦した父・信秀に反抗し、織田信清とともに挙兵する。
織田信光（おだ のぶみつ）
通称は孫三郎。信長の叔父にあたり、信長の後見役として補佐に当たる。織田信友を討つのに大功を挙げたが、その信頼を警戒した信長の策謀によって自らの家臣に討たれた。
織田信清（おだ のぶきよ）
通称は十郎左衛門。犬山城主。小豆坂の戦いで敗戦した信秀に織田秀俊と共に謀反を起こす。後に信秀によって鎮圧されるが、それが信秀の最後の戦となった。
平手政秀（ひらて まさひで）
通称は中務丞。織田信秀の家老。信長の守役でもあり、信秀の素質を最も濃く受け継いでいる信長に期待していた。信長の家督相続後は銭の横流しで混乱を抑えたが、そこを今川に突かれ謀殺される形で切腹。信長に義元を超えるよう託した。
柴田勝家（しばた かついえ）
通称は権六。織田信行の介添役。織田家を継いだ信長の器量を疑い、織田信安や信長側近の林秀貞、林通具とともに織田信行を擁立して謀反を起こした。しかし稲生の戦いでの敗戦や、土倉を手籠めにした信長の器量を認め、改めて臣従した。
服部小平太（はっとり こへいた）、服部小藤太（はっとり ことうた）、河村久五郎（かわむら きゅうごろう）、恒川久蔵（つねかわ きゅうぞう）
少年時代の信長とつるんでいた不良少年たち。いずれも商人の次男坊三男坊で、跡取りとなる目もなく実家からは役立たずの悪銭扱いを受けており、ゆえに行き場のない青春を不良として費やしていた。そこに参加してきた信長を自分たちも知らぬ間に頭として立てるようになると、信長の弱さ、不器用さを知った上でその人物を慕い、生命を預けるようになる。商家に生まれたことで自然と身に着けた商いのセンスによって自ら物事を判断し行動できることに信長も信を置き、後に信長の馬廻り衆となる。
毛利秀高（もうり ひでたか）
通称は新介。四角顔で吃音癖がある。熱田の名家毛利家の出身ながら若年期は家を出奔して落魄、堀田家の小間使いに身をやつし少年期の信長を何度も叩き出す。父信秀の敗戦を材料に堀田家を騙す信長の策略に利用された後、その身を案じた信長より堀田家から掠め取った金を渡され、逐電せよとの勧めに従い、信長の恩に報いることを誓う。後、桶狭間の合戦において信長の下に集い、指を失いながらも義元の首級を上げる手柄を立てる。本編第三部の「一統記」では本能寺の変の際、二条御所にて討死した様子が描かれた。かつての武勲は若い世代の憧れとなっており、討った明智軍の兵もその死を惜しんだ。

#### 清洲織田家
尾張下四郡守護又代。二つある守護又代の一つで、織田弾正忠家にとっては直接の主家にあたる。
織田信友（おだ のぶとも）
通称は大和守。信長の叔父。常に無表情の不気味な人物。一族が信長をうつけとして軽んじる中、逸早くその野心を見抜いて密かに身辺を調べ上げていた。信長への人質になる者として吉乃の存在を調べ、後詰による援軍を装って馬廻り衆の戦力を推し量るなど周到に信長を監視していた。後に信長暗殺を謀るも情報戦の裏をかかれる形で弥次右衛門を利用した謀略に惑わされ、斯波義統が暗殺を洩らしたと誤認してしまう。裏切りへの報復として義統を討ち取った直後、義銀を保護し仇討ちの大義名分を得た信長らの軍勢に攻め寄せられて討死にした。
坂井大膳（さかい だいぜん）
清洲織田家家老。織田弾正忠家の調略に奔走する。義統暗殺後に信友が危機に陥ると「主君殺しへの天道」と罵り、真っ先に信友を捨てて駿河へ逃走した。

#### 岩倉織田家
尾張上四郡守護又代。清洲織田家よりも格上とされ、織田本家から実権を掌握している。
織田信安（おだ のぶやす）
通称は伊勢守。尾張上四郡守護又代。乱世の世にありながら徳政を第一に考える人物で、徳より欲を優先する信長とは対立する。清洲織田家の義統暗殺による騒動では中立を保ったが、信長が尾張統一への野心を露にすると信行を新たな尾張下四郡守護又代に推挙して一族を反信長に纏め上げる。しかし商人衆が徳ある支配よりも欲による繁栄を望む中で支持を失い、最後には斎藤家の仲裁と引き換えに信賢によって追放される。
織田信賢（おだ のぶかた）
通称は左兵衛。織田信安の嫡男。土倉勢力を取り込まれて父が求心力を失うと斎藤家に父の追放を条件に仲裁を依頼するも、後に信長に降伏する。徳あるはずの父が敗れた理由については「自分にも理解できない」と涙ぐんでいた。

### 尾張の土豪

#### 斯波家
尾張の最高権力者として君臨するが、実質的な実力は守護代の織田家に奪われている。
斯波義統（しば よしむね）
通称は治部大輔。尾張国守護職。人の名前を覚えるのが苦手。織田信友と通じて信長を暗殺しようとしたが、それを察知した信長の策謀により、裏切られたと勘違いした信友によって殺された。
斯波義銀（しば よしかね）
通称は若武衛。義統の嫡男。父の横死後、織田信安に敵討ちを依頼するも拒否され、裏の策謀を知らず次いで信長を頼り父の敵討ちを果たした。
梁田弥次右衛門（やなだ やじえもん）
斯波家臣。身分は高くないが、独自に各家で諜報活動をし銭儲けをしている。信長への使者に抜擢された際に、信長に斯波義統の謀殺に利用された。桶狭間では信長に今川本軍の情報をもたらした。

#### 土田家
土田御前（どだごぜん）
信秀の妻。出自は土田氏で、あまり身分の高い家柄ではないと語っている。徐々に衰弱する信秀を気遣っていた。
信行を溺愛し、信行のために信長が死ぬよう祈祷した。また信行を勘十郎と呼ぶが、信長は幼名の吉法師と呼ぶ。織田信安と通じ、信長を排除しようと画策するも最後には溺愛していた信行を目の前で殺害された。
土田弥平次（どた やへいじ）
織田家臣。土田御前の一族に当たり、お類を嫁に迎える。後に織田信広の合戦に従軍して戦死した。

#### 生駒家
生駒家宗（いこま いえむね）
通称は蔵人。吉乃の父にあたる。家は振るわず、悪銭に翻弄されるなど落ち目。織田信長と吉乃の関係を解消させる見返りに、織田信秀の妻である土田御前の一門と縁組を取り付けた。
吉乃（きつの）
本名はお類。生駒家の息女で、信長が最も深く愛した側室。信長からは吉乃と呼ばれ、自身は信長を幼名から吉様と呼んでいた。宮仕えしていても不思議ではない美貌に加えて鼓の名手であったが、男と間違われる程の長身だったために婚期を逃していた。一見すると大人しく気弱な性格だが、根の部分は強情で一度心に決めると譲らない。侍女の五さは「人を見る目は確か」と評していた。信長に見初められるが、織田家と斎藤家の間で婚姻が成立したことで信長が斎藤道三の娘である濃姫（帰蝶）を正室として娶る事になり、信長の母である土田御前の説得もあって身を引き、土田家の武将である土田弥平次と婚姻する。
しかし土田弥平次の死により寡婦となっていた所を信長が側室として迎え、長男・信忠を儲けるなど正室以上の寵愛を受けた。桶狭間の戦いの直後に病没する。
五さ（ごさ）
お類の侍女。気の強い性格をしており度々過激な発言をするものの、お類の最大の理解者でもある。本編ではおね、茶々の侍女に同名の女性がいる。
ネズミ
お類の従者で、五さの目を盗んでお類と信長の逢引を手引きし、懐に草履を隠して外出の偽装を図ろうとするなど、機知に富む。五さからは小知恵を回すことと女の尻を追い掛け回すことにいつも説教を受けているが、逆にそのような真面目さに対して「出世したら侍女頭として迎えたい」と大言を吐き、呆れさせている。お類が信長のもとに戻ったあとは、それを手がかりに信長への接近を図ろうと今川軍の進軍の様子をレポートにして信長に提出し才を認められ、織田家に仕官し、木下籐吉郎を名乗る。後の天下人豊臣秀吉である。

#### 津島十五党
堀田正貞（ほった まささだ）
通称は右馬太夫。津島の財界で権力を持つ津島十五党の筆頭。活発な金融活動を行い、常に利益の出る方を見極めようとする合理主義者で、信長らには「妖怪爺」と呼ばれる。躍動する織田信秀に協力して多額の金銭を織田家につぎ込んでいたが、信秀の晩年になって敗戦が続くと距離を置くようになる。少年期より才知を発揮し、銭に強い興味を示していた信長の存在を認め、織田弾正忠家の家督を継いだ信長に死の床から自ら信秀の銭の流れを教えた。
堀田正龍（ほった まさたつ）
通称は道空。堀田正貞の子。父と共に津島の館に住んでいる。落ち目になる織田信秀が斎藤道三と結ぼうとした際に、両家の間を取り持って信長と帰蝶の婚姻を成功させる。正貞の没後は津島党筆頭を継承し、「非情の許される人物」として信長を支援するが、信長の持つ信用力以上の融資は行わず、それによって却って信長からの信頼を得る。桶狭間の戦いでは競争相手たる熱田商人と組んで信長の勝利に賭けた。

#### 熱田商人衆
加藤順盛（かとう のぶもり）
通称は図書助。織田弾正忠家の支配域にある熱田商人の頭取で、「熱田に図書助、津島に右馬太夫あり」と並び称される存在。信長を支援する津島商人とは対立関係にあるために、織田信長と信行の対立では当初信行方に付いたが、金融を引き締めるのではなく市場にあまねく銭を巡らせる経済政策を語る信長を「銭の道理の分かる人物」と認めて掌を返した。桶狭間の戦いでも当初今川方につこうとした熱田商人衆の意向を覆させて、銭が人を支配する世の到来を夢見てきた八十余年の生涯の晩年に出会った「銭の寵児」たる信長の勝利に賭けたが、目論見をはるかに超える信長の大勝の報に「恐ろしや…」と呻いた。
加藤順政（かとう のぶまさ）
通称は又八郎。順盛の息子で、良くも悪くも常識人であり、父と異なり信長の語る政策を初見では理解できなかった。父が信長についた後は一貫して信長の政策への支持を崩さないが、熱田商人の中では父ほどの存在感を示せていない。桶狭間の戦いの最中、父より頭取の座を譲られ図書助を名乗る。堀田道空との桶狭間の戦いの推移予測はピタリと息が合い、その予測を超える大勝にも喜びをともにしたが、父の憂いを理解するには至らなかった。

### その他の大名家

#### 斎藤家
斎藤道三（さいとう どうさん）
通称は山城入道。尾張の隣国・美濃の戦国大名。前国主の土岐頼純を追放して下克上を成し遂げた。信長の舅に当たり、弾正忠家とは「濃尾同盟」を結んでいるが、平手政秀切腹時に悪評が広まった信長と会談した際、信長の本質を見抜き将来、美濃を奪われ息子達が家臣になる事を予言した。その後、嫡男・斎藤義龍の謀反に遭い、横死する。
斎藤義龍（さいとう よしたつ）
通称は新九郎。美濃国主・斎藤道三の嫡男で斎藤家第2代当主。美濃国主であった土岐氏を追放して下克上を成し遂げた父の道三を破り、更なる下克上を達成する。親信長であった道三とは違い、義龍は織田信安と同盟を結び、信長と対立するが信安が尾張の土倉に見限られると援助の条件として嫡男の信賢に信安の追放を通告する。
なお、本編に登場した斎藤龍興は義龍の嫡男に当たる。

#### 武田家
武田晴信（たけだ はるのぶ）
後の武田信玄。通称は大膳太夫。甲斐の戦国大名。今川義元・北条氏康と同盟を結ぶ。今川仮名目録追加を施行した義元に一目を置いている。また、父・信虎を追放するなど、戦国大名として不可避の非情さ・陰湿さを発揮せざるを得なかった自らと比較し、義元がそれらの陰を感じさせぬことに驚く。
山本晴幸（やまもと はるゆき）
通称は勘助。武田家の軍師。外交と築城に才能を発揮。雪斎と並んで戦国時代の三大軍師の一人と紹介される。

#### 北条家
北条氏康（ほうじょう うじやす）
通称は左京太夫。相模の戦国大名。今川義元・武田晴信と同盟を結ぶ。守護大名型戦国大名である義元が国人型戦国大名である祖父とよく似ていることに驚く。後に本編にも登場する。
北条幻庵（ほうじょう げんあん）
北条早雲の三男。北条家の軍師。 北条家五代にわたって政務を統制した。雪斎と並んで戦国時代の三大軍師の一人と紹介される。後に本編にも登場する。
北条早雲（ほうじょう そううん）
回想という形で登場。氏親の外叔父。乱世とは「果てるまで命を燃やす遊び場である」と氏親に語り、雪斎にも伝わる。後に本編でも伊勢新九郎としての生涯が描かれた。

#### 長尾家
長尾景虎（ながお かげとら）
後の上杉謙信。通称は弾正少弼。越後の戦国大名。膠着した第二次川中島合戦において義元の斡旋を受け、武田晴信と一時的に和睦する。川中島の陣中において義元の行動の裏に遠い駿河の雪斎の影を感じ取っていた。

#### 足利将軍家
足利義輝（あしかが よしてる）
室町幕府第13代将軍。将軍家を無視し始めた義元に対し討伐令を示唆して脅迫するも、その実は将軍家の威光を保つため義元を引き止めようとの意図であり、最終的には官位の叙任など、なりふり構わぬ態度で義元の歓心を買おうとした。

### その他
お波（おなみ）
津島の遊女。幼き信長はその美しさと誇り高さに見初めるが、ゴロツキから信長を庇ったことにより殺される。後に吉乃に会ったときもそこにお波の面影を見るなど、信長にとっては忘れえぬ女性。
服部友貞（はっとり ともさだ）
通称は左京進、名は友定とも。海賊・服部党水軍の党首。僧形。党首自ら各家での諜者働きをしている。今川家の間諜として尾張の情報を太原雪斎へ報告している一方で、堀田家とも縁がありその融資を受けている。桶狭間の戦いでは伊勢湾に陣取り、戦後は熱田を襲ったが失敗。
外見のモデルは、財津一郎。
山口教継（やまぐち のりつぐ）
通称は左馬助。織田家の傘下にあったが、信長の家督相続を機に今川家に寝返る。
土岐頼純（とき よりずみ）
通称は次郎。美濃守護織の家柄で、斎藤道三によって国を追われている。小領主ながら大名並の力を持つ織田信秀に美濃帰還の助力を仰ぐ。一時は斎藤家の居城・稲葉山城まで迫るも、結局斎藤軍に敗退し、帰国は成らなかった。
常庵龍崇（じょうあん りゅうすう）
臨済宗建仁寺派大本山建仁寺の僧。雪斎の師にあたる。頑固者で融通が利かない承菊を内心疎ましく思っており、今川氏親の招聘を理由に寺から承菊を追い出す。
景休智浚（けいきゅう ちしゅん）
美濃大円寺の僧侶。禅文字の達人である明叔慶浚の弟子。雪斎の晩年に駿河を訪れ、雪斎と問答を交わした。
均介（きんすけ）
近江中井村から尾張へやってきた戦好事家の男。同じく小豆坂の戦いの顛末を見に来ていた織田信長に、当時の情勢を自らの推理を交えて解説する。本編『センゴク 天正記』にも同一人物と思われる男が登場している。

## 書誌情報
- 宮下英樹 『センゴク外伝 桶狭間戦記』 講談社〈ＫＣデラックス〉、全5巻
  1. 2008年2月6日発売[8]、ISBN 978-4-06-361642-2
  2. 2009年3月6日発売[9]、ISBN 978-4-06-375666-1
  3. 2010年6月4日発売[10]、ISBN 978-4-06-375926-6
  4. 2010年10月6日発売[11]、ISBN 978-4-06-375972-3
  5. 2010年12月29日発売[12]、ISBN 978-4-06-376001-9
    - 「特装版」同日発売[13]、ISBN 978-4-06-362185-3